# Parc Nacional Noel Kempff Mercado
El Parc Nacional Noel Kempff Mercado és una àrea protegida de Bolívia, declarada Patrimoni de la Humanitat el 13 de desembre del 1991. Està situada al municipi de San Ignacio de Velasco, al nord del departament de Santa Cruz, i parcialment al municipi de Baures de la província d'Iténez, al sud-est del Departament de Beni.